# De azi înainte
De azi înainte este un film românesc din 2011 regizat de Dorian Boguță. Rolurile principale au fost interpretate de actorii Teodor Corban, Dan Chiriac.

## Distribuție
Distribuția filmului este alcătuită din:
- Teodor Corban — Constantin, tatăl lui Ștefan
- Mirela Oprișor — Claudia
- Cătălin Jugravu — Ștefan
- Cuzin Toma — Bad Boy
- Dan Chiriac